# Schumannseck

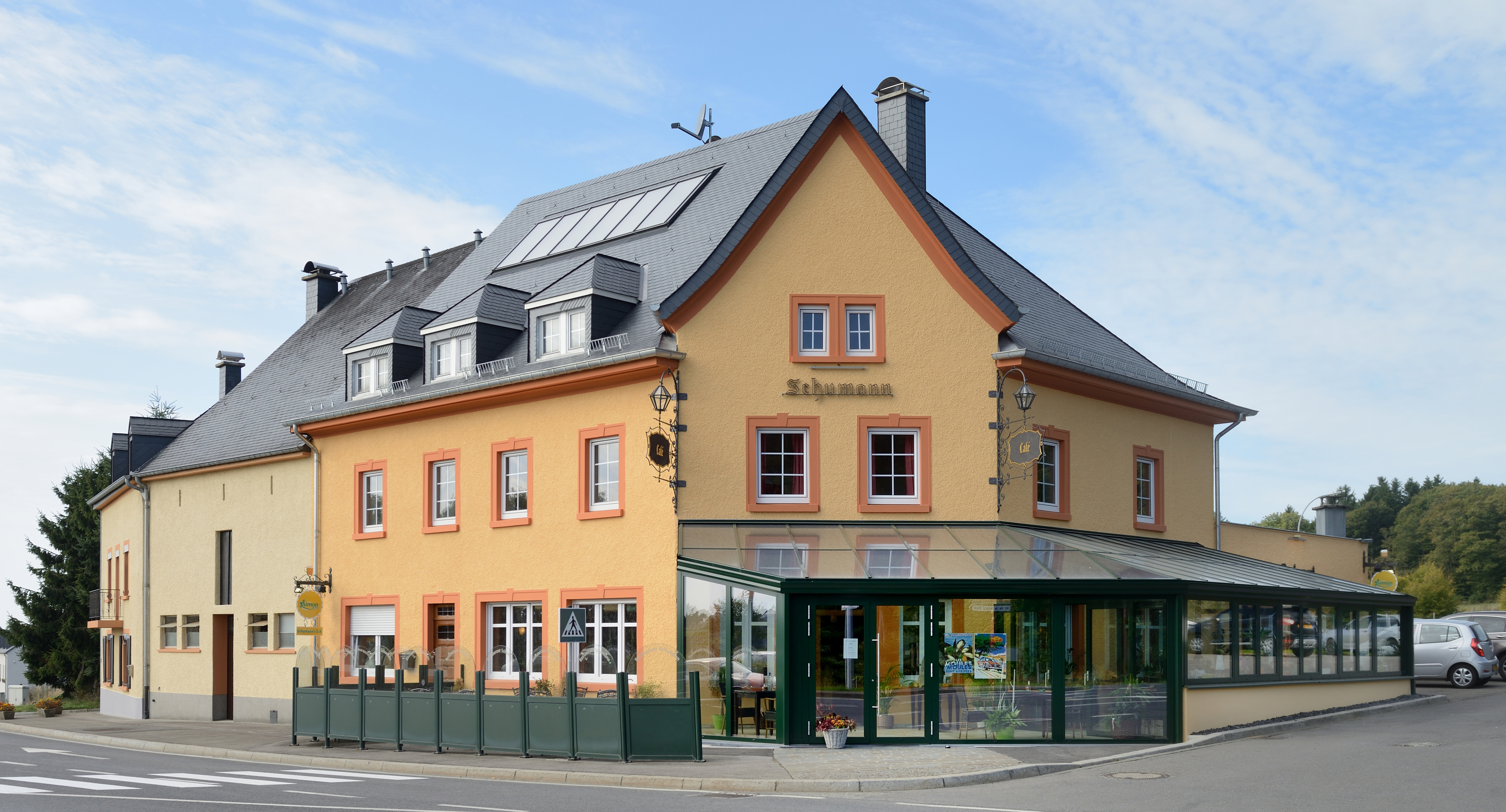
Das namensgebende Cafe-Restaurant Schumannseck

Das Schumannseck ist ein sogenannter Lieu-dit kurz vor der Stauseegemeinde Esch/Sauer an der Kräizung zwischen ehemaliger Nationalstraßen N15 (heute Seitenast der N26) und der Haupttrasse der N26.
Schumannseck ist nach dem Café-Restaurant Schumann benannt, um das während der Ardennenoffensive im Dezember 1944 besonders schwere Kampfhandlungen zwischen der deutschen Wehrmacht und der 3. amerikanischen Armee stattfanden:
Am 26. Dezember 1944 organisiert die amerikanische Armee unter der Führung von General S. Patton Jr. einen Gegenangriff auf die Stadt Bastogne, die bis dahin von den deutschen Truppen eingekesselt war.
Das Ziel war es, einen Durchbruch von der Kreuzung Schumanns Eck nach Bras zu schaffen.
Am 9. Januar 1945 gelang den Alliierten endlich ein Durchbruch: am 21. Januar 1945 wurde die Stadt Wiltz schließlich befreit und die amerikanischen Truppen übernahmen die Kontrolle über das Gebiet.
Über eintausend Menschen fielen diesen Kampfhandlungen zum Opfer.
Das Monument "Liberation Memorial" erinnert an den Einsatz der alliierten Truppen (Wiltz'er Straßenseite).
Ein 1,2 km und ein 2,8 km langer Rundweg verläuft vom Denkmal zu den Orten der Kampfhandlungen im umgebenden Wald.

## Bildergalerie

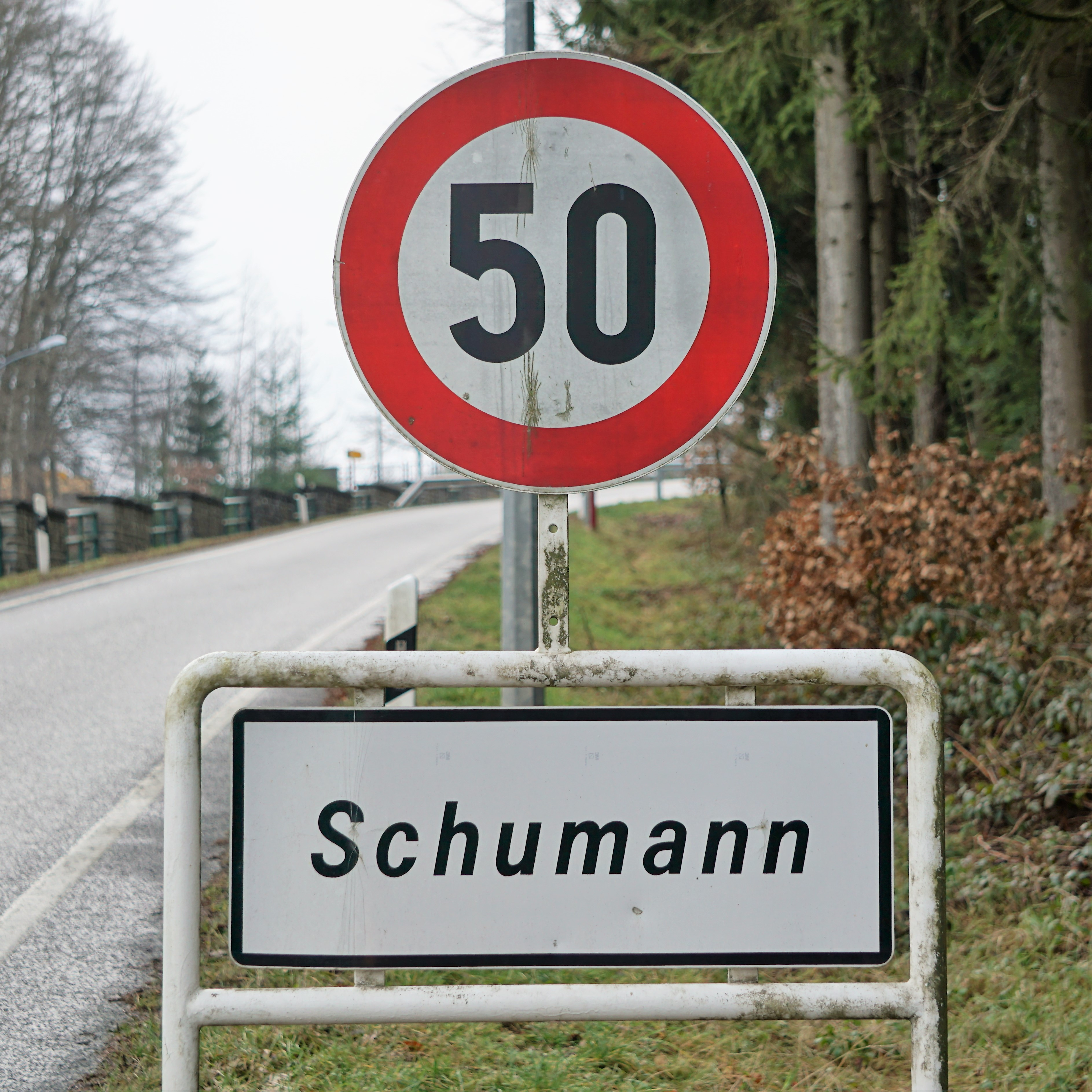
Um Schumannseck
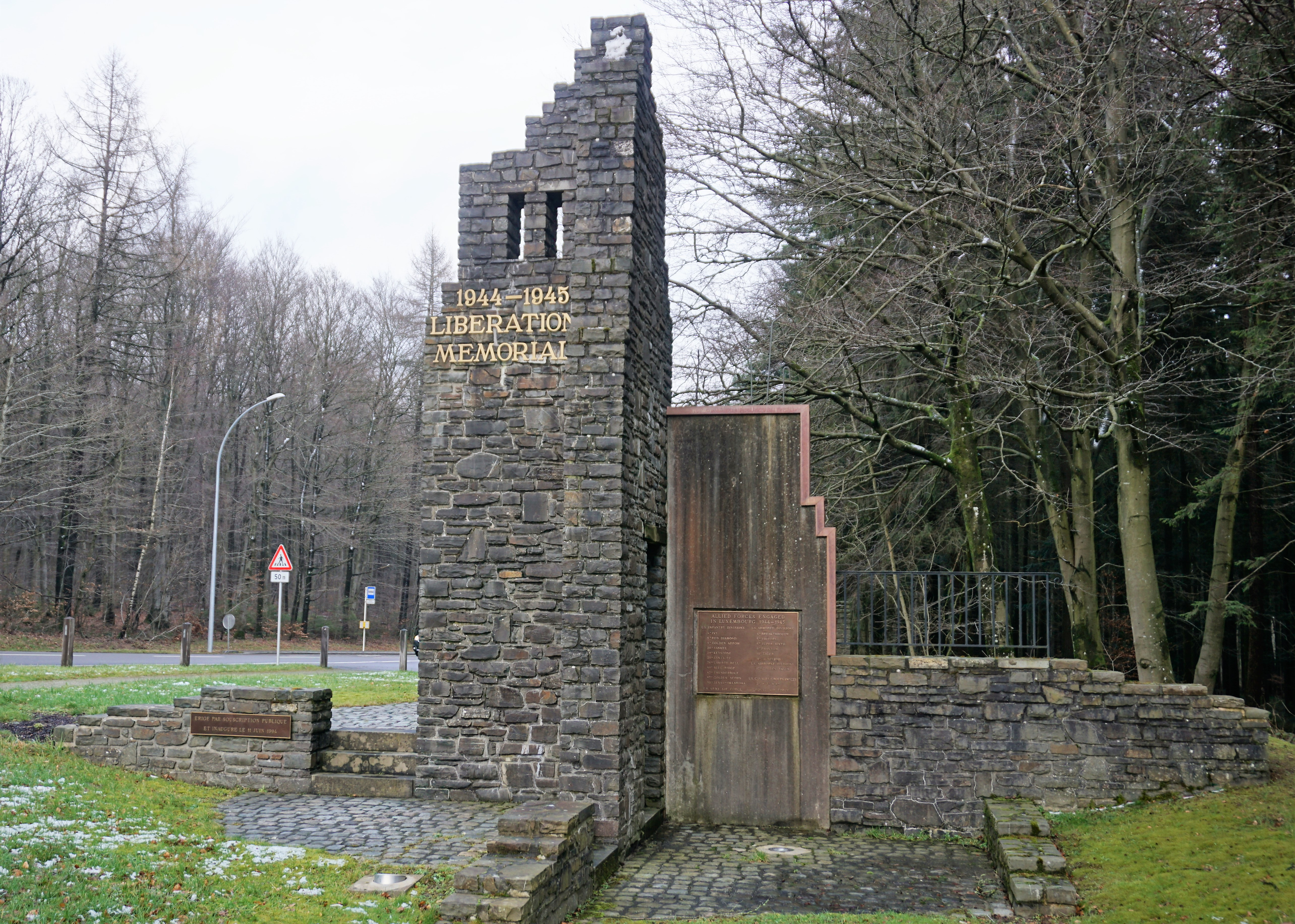
Das "Liberation Memorial"
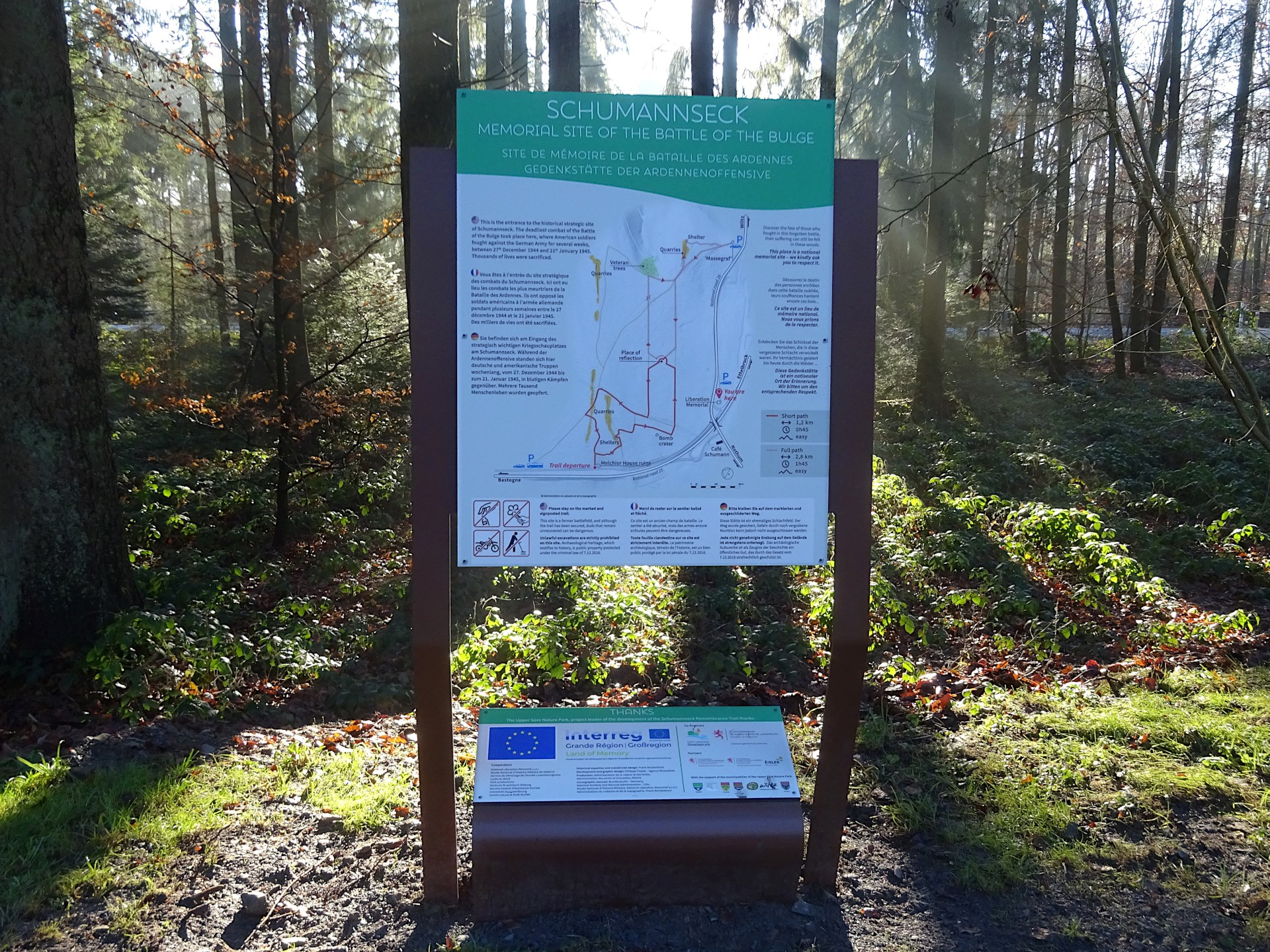
Text zum "Liberation Memorial"
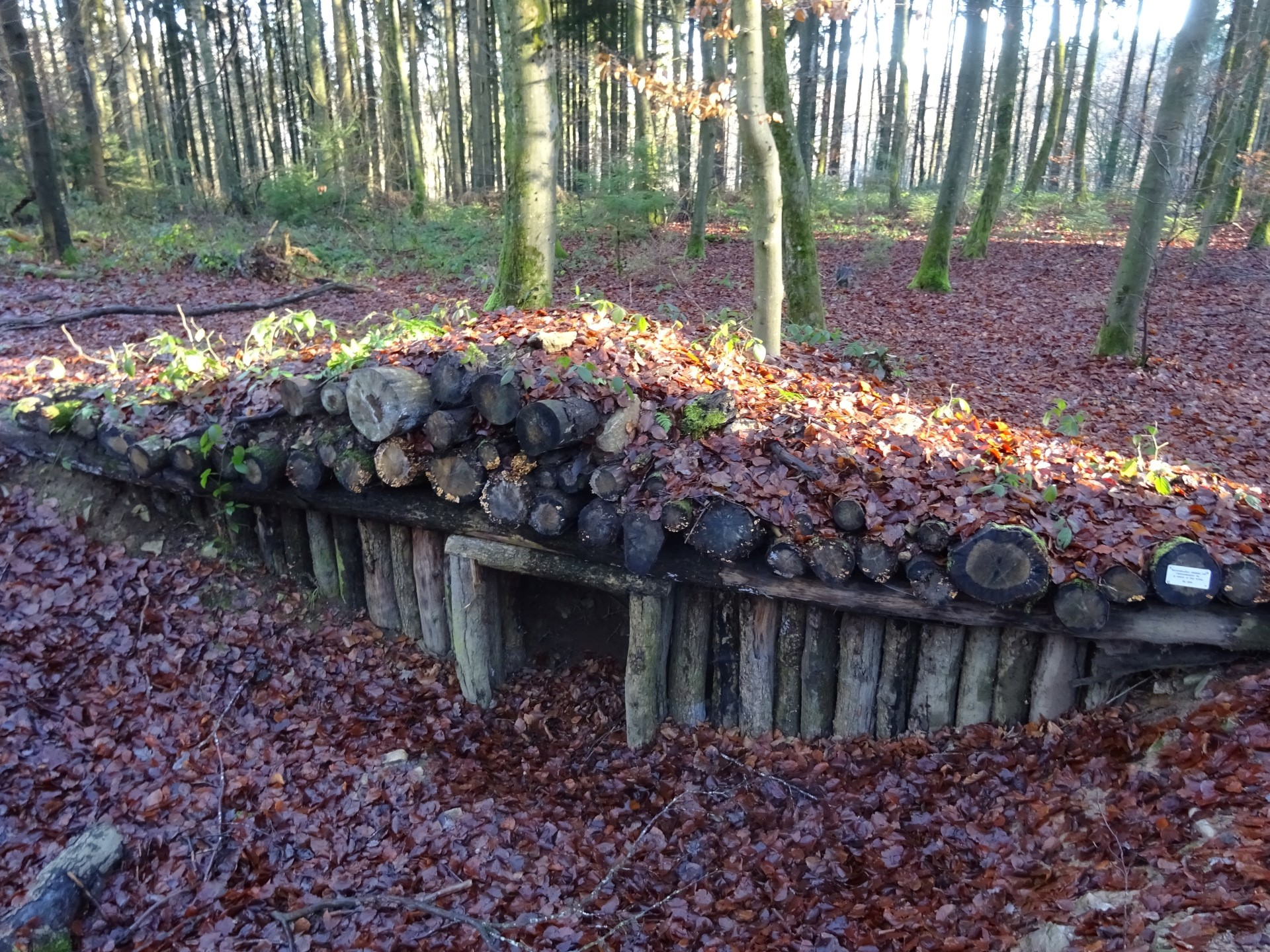
Bunkeranlage im Wald bei Schumannseck